# Lijst van gemeenten in Friesland
Hieronder staat een lijst van alle gemeenten in de Nederlandse provincie Friesland (Fryslân).
| Gemeente                              | Inwoners | Landoppervlakte (km²) | Grootste plaatsen | Locatie |
| ------------------------------------- | -------- | --------------------- | --- | ------- |
| Achtkarspelen                         | 28.226   | 102,23                | Surhuisterveen, Buitenpost, Harkema, Kootstertille, Twijzelerheide, Drogeham                                                            | Kaart   |
| Ameland                               | 3.832    | 59,11                 | Ballum, Buren, Hollum, Nes | Kaart   |
| Dantumadeel / Dantumadiel             | 19.135   | 84,66                 | Broeksterwoude, Damwoude, Veenwouden, Zwaagwesteinde                                                                                    | Kaart   |
| De Friese Meren / De Fryske Marren    | 51.928   | 351,29                | Bakhuizen, Balk, Echtenerbrug, Joure, Lemmer, Oudehaske, Oudemirdum, Sintjohannesga, Sint Nicolaasga                                    | Kaart   |
| Harlingen                             | 16.212   | 24,96                 | Harlingen | Kaart   |
| Heerenveen                            | 51.794   | 190,09                | Heerenveen, Jubbega, Akkrum, Oranjewoud                                                                                                 | Kaart   |
| Leeuwarden                            | 128.857  | 238,38                | Leeuwarden, Stiens, Goutum, Grouw, Irnsum, Mantgum, Wirdum                                                                              | Kaart   |
| Noardeast-Fryslân                     | 45.870   | 377,83                | Dokkum, Ferwerd, Hallum, Holwerd, Kollum, Kollumerzwaag                                                                                 | Kaart   |
| Ooststellingwerf                      | 25.825   | 223,42                | Appelscha, Donkerbroek, Haulerwijk, Oosterwolde                                                                                         | Kaart   |
| Opsterland                            | 30.056   | 224,40                | Beetsterzwaag, Gorredijk, Ureterp, Wijnjewoude                                                                                          | Kaart   |
| Schiermonnikoog                       | 971      | 40,50                 | Schiermonnikoog | Kaart   |
| Smallingerland                        | 56.654   | 117,31                | Boornbergum, Drachten, Opeinde, Oudega                                                                                                  | Kaart   |
| Súdwest-Fryslân                       | 90.435   | 523,01                | Bolsward, Sneek, IJlst, Wommels, Workum                                                                                                 | Kaart   |
| Terschelling                          | 4.899    | 85,26                 | West-Terschelling | Kaart   |
| Tietjerksteradeel / Tytsjerksteradiel | 32.601   | 148,86                | Bergum, Giekerk, Hardegarijp, Noordbergum                                                                                               | Kaart   |
| Vlieland                              | 1.258    | 39,15                 | Oost-Vlieland | Kaart   |
| Waadhoeke                             | 46.910   | 284,86                | Berlikum, Dronrijp, Franeker, Marssum, Menaldum, Minnertsga, Sexbierum, Sint Annaparochie, Sint Jacobiparochie, Tzum, Tzummarum, Winsum | Kaart   |
| Weststellingwerf                      | 26.493   | 220,30                | Noordwolde, Oldeholtpade, Steggerda, Wolvega                                                                                            | Kaart   |

## Aantal gemeenten
| Jaar | Aantal Gemeenten |
| ---- | ---------------- |
| 1851 | 43               |
| 1934 | 42               |
| 1942 | 44               |
| 1984 | 31               |
| 2011 | 27               |
| 2014 | 24               |
| 2018 | 20               |
| 2019 | 18               |

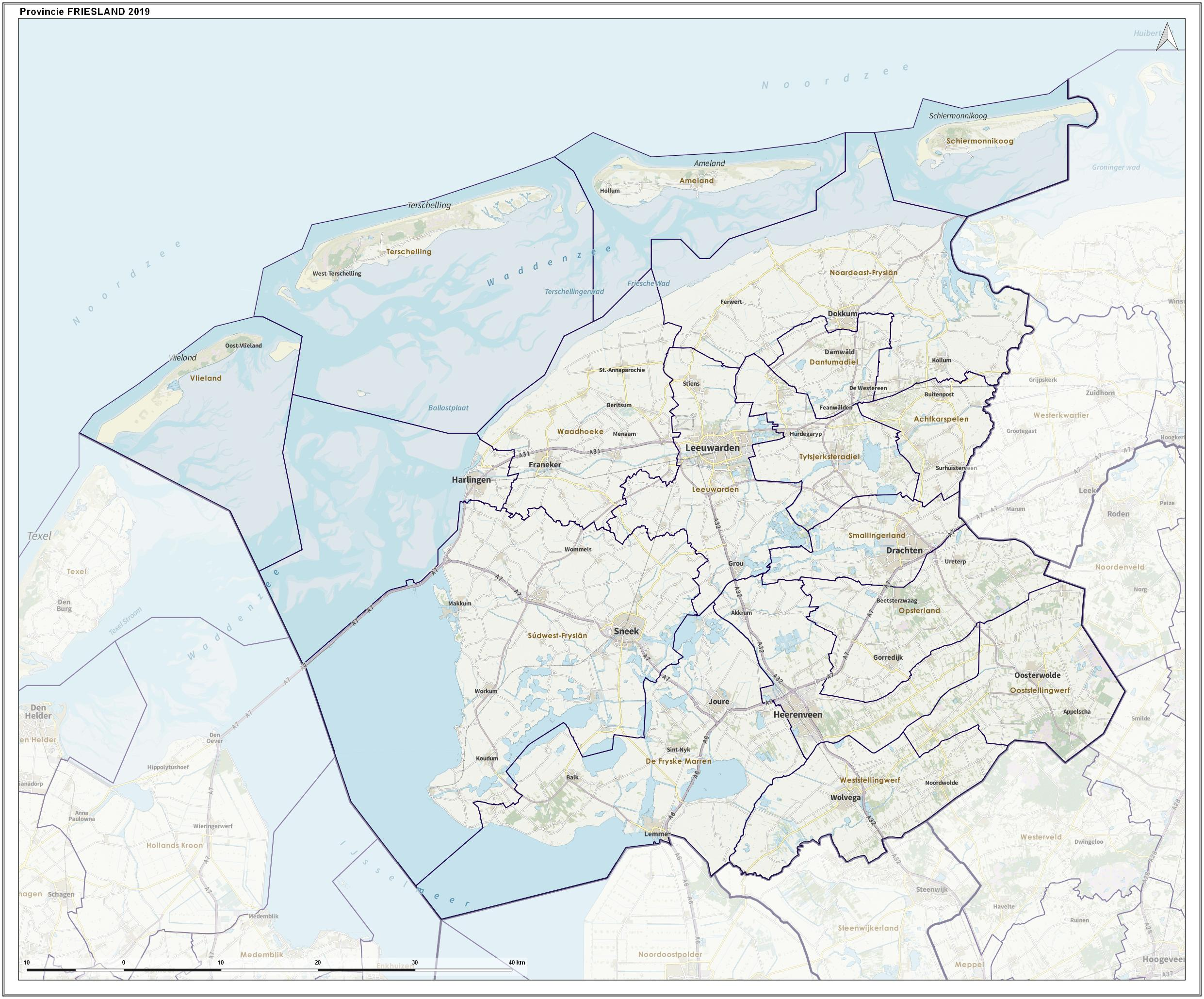
Gemeentelijke indeling van de provincie Friesland

De provincie Friesland telt 18 gemeenten (sinds 1-1-2019). In 1942 kreeg Friesland de twee gemeenten Vlieland en Terschelling erbij (was provincie Noord-Holland). Het aantal gemeenten neemt af door gemeentelijke herindelingen.